# Premi César 1988
La cerimonia di premiazione della 13ª edizione dei Premi César si è svolta il 12 marzo 1988 al Palais des Congrès di Parigi. È stata presieduta da Miloš Forman e presentata da Patrick Poivre d'Arvor, Frédéric Mitterrand e Claude Jean Philippe. È stata trasmessa da Antenne 2.
Il film che ha ottenuto il maggior numero di candidature (nove) e premi (sette) è stato Arrivederci ragazzi (Au revoir les enfants) di Louis Malle.

## Vincitori e candidati
I vincitori sono indicati in grassetto, a seguire gli altri candidati.

### Miglior film
- Arrivederci ragazzi (Au revoir les enfants), regia di Louis Malle
- Les Innocents, regia di André Téchiné
- Innocenza e malizia (Le grand chemin), regia di Jean-Loup Hubert
- Sotto il sole di Satana (Sous le soleil de Satan), regia di Maurice Pialat
- Tandem, regia di Patrice Leconte

### Miglior regista
- Louis Malle - Arrivederci ragazzi (Au revoir les enfants)
- Jean-Loup Hubert - Innocenza e malizia (Le grand chemin)
- Patrice Leconte - Tandem
- Maurice Pialat - Sotto il sole di Satana (Sous le soleil de Satan)
- André Téchiné - Les Innocents

### Miglior attore
- Richard Bohringer - Innocenza e malizia (Le grand chemin)
- Jean Carmet - Miss Mona
- Gérard Depardieu - Sotto il sole di Satana (Sous le soleil de Satan)
- Gérard Jugnot - Tandem
- Christophe Malavoy - De guerre lasse
- Jean Rochefort - Tandem

### Miglior attrice
- Anémone - Innocenza e malizia (Le grand chemin)
- Sandrine Bonnaire - Sotto il sole di Satana (Sous le soleil de Satan)
- Catherine Deneuve - Agent trouble - L'ultima corsa (Agent trouble)
- Nastassja Kinski - Voglia d'amare (Maladie d'amour)
- Jeanne Moreau - Il miracolo (Le miraculé)

### Migliore attore non protagonista
- Jean-Claude Brialy - Les Innocents
- Jean-Pierre Kalfon - Il grido del gufo (Le cri du hibou)
- Jean-Pierre Léaud - Les keufs
- Guy Marchand - L'estate impura (Noyade interdite)
- Tom Novembre - Agent trouble - L'ultima corsa (Agent trouble)

### Migliore attrice non protagonista
- Dominique Lavanant - Agent trouble - L'ultima corsa (Agent trouble)
- Sylvie Joly - Il miracolo (Le miraculé)
- Anna Karina - Cayenne Palace (Cayenne Palace)
- Bernadette Lafont - Volto segreto (Masques)
- Marie Laforêt - Fucking Fernand

### Migliore promessa maschile
- Thierry Frémont - Travelling avant
- Cris Campion - Champ d'honneur
- Pascal Légitimus - L'Œil au beurre noir
- François Négret - Arrivederci ragazzi (Au revoir les enfants)

### Migliore promessa femminile
- Mathilda May - Il grido del gufo (Le cri du hibou)
- Anne Brochet - Volto segreto (Masques)
- Julie Delpy - Quarto comandamento (La passion Béatrice)
- Sophie Renoir - L'amico della mia amica (L'ami de mon amie)

### Migliore sceneggiatura originale o miglior adattamento
- Louis Malle - Arrivederci ragazzi (Au revoir les enfants)
- Jean-Loup Hubert - Innocenza e malizia (Le grand chemin)
- Patrice Leconte e Patrick Dewolf - Tandem
- Éric Rohmer - L'amico della mia amica (L'ami de mon amie)
- Colo Tavernier - Quarto comandamento (La passion Béatrice)

### Migliore fotografia
- Renato Berta - Arrivederci ragazzi (Au revoir les enfants)
- Patrick Blossier - Miss Mona
- Willy Kurant - Sotto il sole di Satana (Sous le soleil de Satan)

### Miglior montaggio
- Emmanuelle Castro - Arrivederci ragazzi (Au revoir les enfants)
- Yann Dedet - Sotto il sole di Satana (Sous le soleil de Satan)
- Raymonde Guyot - Innocenza e malizia (Le grand chemin)

### Migliore scenografia
- Willy Holt - Arrivederci ragazzi (Au revoir les enfants)
- Guy-Claude François - Quarto comandamento (La passion Béatrice)
- Jean-Pierre Kohut-Svelko - Ennemis intimes

### Migliori costumi
- Jacqueline Moreau - Quarto comandamento (La passion Béatrice)
- Olga Berluti - De guerre lasse
- Corinne Jorry - Arrivederci ragazzi (Au revoir les enfants)

### Migliore musica
- Michel Portal - Champ d'honneur
- Philippe Sarde - Les Innocents
- Gabriel Yared - Agent trouble - L'ultima corsa (Agent trouble)

### Miglior sonoro
- Jean-Claude Laureux, Claude Villand e Bernard Leroux - Arrivederci ragazzi (Au revoir les enfants)
- Bernard Bats e Gérard Lamps - Un uomo innamorato (Un homme amoureux)
- Jean-Louis Ughetto e Dominique Hennequin - Les Innocents

### Miglior film straniero
- L'ultimo imperatore (The Last Emperor), regia di Bernardo Bertolucci
- Il cielo sopra Berlino (Der Himmel über Berlin), regia di Wim Wenders
- Intervista, regia di Federico Fellini
- Gli intoccabili (The Untouchables), regia di Brian De Palma
- Oci ciornie, regia di Nikita Michalkov

### Migliore opera prima
- L'Œil au beurre noir, regia di Serge Meynard
- Avril brisé, regia di Liria Bégéja
- Flag, regia di Jacques Santi
- Le jupon rouge, regia di Geneviève Lefebvre
- Le moine et la sorcière, regia di Suzanne Schiffman

### Miglior manifesto
- Stéphane Bielikoff e Sadi Nouri - Tandem
- Philippe Lemoine - L'ultimo imperatore (The Last Emperor), regia di Bernardo Bertolucci
- Philippe Lemoine - Un uomo innamorato (Un homme amoureux), regia di Diane Kurys
- Luc Roux e Benjamin Baltimore - Sotto il sole di Satana (Sous le soleil de Satan), regia di Maurice Pialat

### Miglior cortometraggio d'animazione
- Le petit cirque de toutes les couleurs, regia di Patrick Deniau
- Transatlantique, regia di Bruce Krebs

### Miglior cortometraggio di fiction
- Présence féminine, regia di Éric Rochant
- D'après Maria, regia di Jean-Claude Robert
- Pétition, regia di Jean-Louis Comolli

### Miglior cortometraggio documentario
- L'été perdu, regia di Dominique Théron
- Pour une poignée de Kurus, regia di Christian Raimbaud

### Premio César onorario
- Serge Silberman